# 番婆鬼
番婆鬼（巴宰語：Maxa-daxedaxe），又稱薩摩亞、煞魔仔、散毛仔、番埔鬼，是南投埔里噶哈巫族和巴宰族傳說中的巫婆，會使用巫術危害別人。

## 簡述
番婆鬼全是擅長巫術的女性，她們每到晚上的時候就會跑出來暗中危害他人，若不那麼做就會使她們痛苦萬分，尤其是小孩最常成為她們的目標，因為小孩的心臟可以增強她們的法力，據說她們會把竹子削尖、插進孩子們的心臟裡，把竹子當吸管來吸血，最後才把心臟挖出來吃掉，而那些被番婆鬼挖走心臟的小孩不會立刻死亡，而是會一直哭到隔天才會斷氣，另外他們也喜歡吃魚、小孩的內臟或有腥味的東西，此外她們晚上也喜歡在竹林裡惡作劇，常常將竹子倒立過來過破壞竹林，族人雖然痛恨她們，但也對她們無可奈何，而為了避免小孩受到危害，族內的婦女通常會將孩子背在身側或腋下、背上則是用其他東西偽裝。
另有傳說認為有番婆鬼身分的女性要經過一定的儀式才可以變身成番婆鬼，進行儀式時需要換上貓的眼睛、在滿是蛇的米缸中唸咒，等到蛇爬滿全身之後就會變成一團飛起來的火飛往外面作惡，直到回到家後才重新換上原本的眼睛。

### 弱點
雖然番婆鬼法力高強，但其並非無敵，傳說中，番婆鬼最大的剋星就是露水神阿普·麥克戴穆爾，祂經常在日出之前出現、用弓箭射殺包括番婆鬼在內的壞人或野獸，因此傳統上族人會用持續曬了三天太陽並抹上露水的手槍對付番婆鬼（另有一說用泡過尿的竹槍也行），番婆鬼在被那些武器重傷後，雖然不會死，但傷口會逐漸腐爛，痛苦到生不如死，直到其他人給她看當初傷到她的武器後，番婆鬼才會死去。
另外，番婆鬼害怕權威，因此只要有權威加持（如日本警察的帽子、官員的職位）便可以直接槍殺他們，這很有可能是影射了女性在傳統社會中的處境。
在不少噶哈巫族的傳說中，也有丈夫發現妻子是番婆鬼，因此在晚上妻子出去做惡的時候偷偷把她換下來的眼睛泡鹽水弄瞎，妻子就再也無法害人了；也有人說在婦女變成番婆鬼前先叫破對方實際身分的話，便可以妨礙她們變身。

## 巫術
番婆鬼使用的巫術被稱為「黑巫」，是巴宰族、噶哈巫族的尪姨原本用於戰爭的法術，雖然男女都可以學，但主要是女性居多。據說如果有女性想要學習番婆鬼所使用的巫術的話，需要吸剛誕生嬰兒胎盤的血，並且將自己的眼睛放進柴火的灰燼裡來立毒誓，這過程往往會痛苦地令人在地上打滾，而學習「黑巫」的番婆鬼也會一輩子承受報應詛咒，例如沒有錢、沒小孩或孤獨一生，而在漢化的影響下，「黑巫」有時候也會被視為是茅山術的一支，被稱為「散毛法」，最早由九天玄女或驪山老母傳授。
目前已知道的黑巫法術有：
| 種類     | 簡述 |
| -------- | --- |
| 飛行     | 將芭蕉葉插在背上飛翔，或直接變成一團漂浮的火球。                                                                       |
| 潛行     | 藉由潛入地底快速行動。                                                                                                 |
| 穿隙     | 只要牆上有一點縫隙就可以穿過去。                                                                                       |
| 貓眼     | 把自己的眼睛挖出來、換成貓的眼睛藉此在黑夜中看清楚，而她的眼睛也會因此發亮。                                           |
| 附著     | 對自己種的水果施法，如果有人想偷的話手就會黏在上面，若沒有番婆鬼親自解咒會永遠拿不下來。                               |
| 變身     | 變成動物到別人家裡偷食物，比較普遍的說法是三腳母豬或是貓。                                                             |
| 置換     | 把兩個東西的位置互相調換，據說曾有人捕了魚回家，結果被番婆鬼施法術偷走，只剩一堆石頭。                                 |
| 隔空取物 | 除了用竹槍之外，番婆鬼也可以光靠觸碰就挖走小孩小孩體內的內臟或吸取他們的血，受害的小孩身上會留下黑色的手印。           |
| 混淆認知 | 讓別人在自己熟悉的路上迷失方向，據說有人在回家的路上得罪番婆鬼之後一直走不出路邊的田，直到回去跟番婆鬼道歉才得以離開。 |
| 改變天象 | 讓天色在白晝和黑夜之間來回變換，有時也會用這個方式來防盜。                                                             |
| 脫髮     | 讓人掉光頭髮。 |
| 變形     | 讓人五官不正 |
| 疾病     | 讓人生病 |

### 白巫
除了黑巫之外，另有一種跟黑巫相對、用於替人驅邪趕鬼、治病祈福的巫術，稱為「白巫」，但也有說法認為使用「白巫」的話，施術者或身邊的人因為代價而遭遇不幸；另外，「黑巫」和「白巫」的使用者並非完全相對的，有時番婆鬼也能使用白巫。
| 種類     | 簡述                                                                                                   |
| -------- | --- |
| 止血     | 在傷口上貼上綠色的葉子（或說榕樹葉）並唸咒，就可以讓傷口止血。                                         |
| 化骨     | 讓骨頭軟化的咒語，通常施加在水裡，讓喉嚨卡有魚刺的人喝下去軟化骨頭吞下去。                             |
| 感情     | 讓吵架的夫妻和好、或讓特定的人喜歡上另一個人（或自己）的咒語。                                         |
| 收驚     | 一邊唸咒語、一邊用桃樹或榕樹的樹枝沾水灑在病人身上。                                                   |
| 撫蛇     | 上山前先唸咒語讓山上的蛇安分下來而不咬人。                                                             |
| 尋少失物 | 將一個葫蘆放在裝滿水的水缸裡搖晃，逐一唸出可能竊取物品的人名，而葫蘆會在唸到真正的小偷名字時停止搖動。 |
| 解咒     | 給被施加惡咒的人喝一杯水，惡咒就會被解除。                                                             |

## 其他
- 在巴宰族的傳說中，另有一種叫做「達夫達夫（dahudahu）」的妖怪，而黑巫師被叫做「瑪忽．答忽答忽（mahu．dahudahu）」，答忽答忽可以飛離地面、把眼睛換成貓眼；而瑪忽．答忽答忽則會吃仇敵小孩的心肝，與番婆鬼相當類似。
- 關於番婆鬼的另一種稱呼：薩摩亞，傳說是最早成為番婆鬼的女巫名字，她由於追求強大的法力而走火入魔、向惡魔學習黑魔法而成為了番婆鬼，但這種說法被認為只是謠傳；另有說法認為其來自茅山術的別稱「三茅法」，但根據現代的研究，「薩摩亞」用台語發音的話又可以寫為「散毛仔」，這個名字很有可能來自於清領時期漢人對巴宰族的稱呼：散毛番（意指他們不整理頭髮、任意將頭髮垂放在肩上），連帶番婆鬼使用的「黑巫」巫術也出現「散毛法」的別稱，並且因為音近而跟茅山術出現聯繫。[1][2][3][4][5][6][7][8]